# فاع (المفرق)
فاع هي منطقة سكنية تقع في لواء البادية الشمالية الغربية، محافظة المفرق في الأردن. تتتبع قضاء حوشا الذي يضم 11 منطقة، يقدّر عدد سكانها بـ 2598 نسمة حسب إحصاء 2015.

## معرض صور

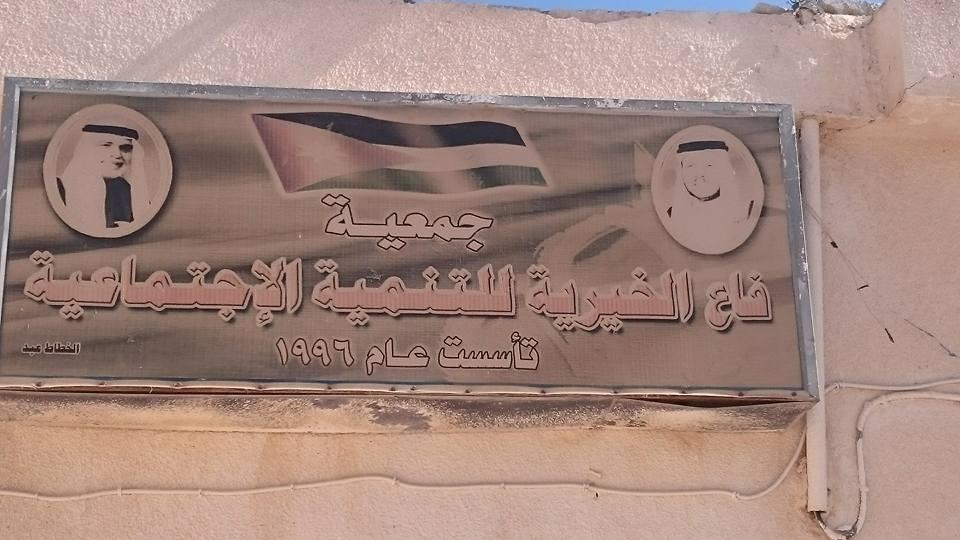
جمعية فاع الخيرية
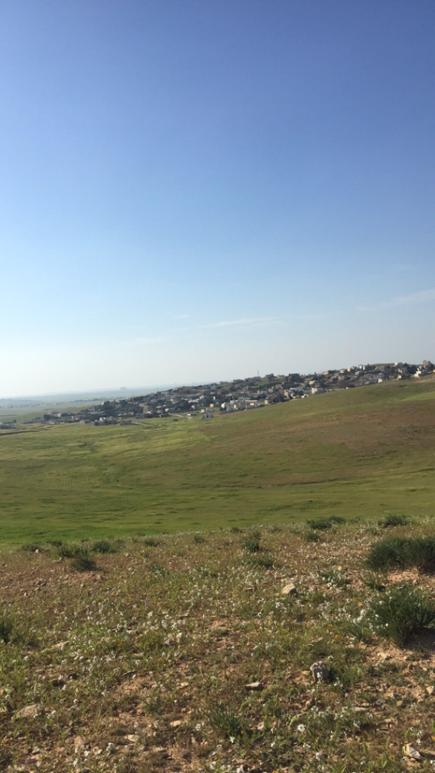
سهول منطقة فاع
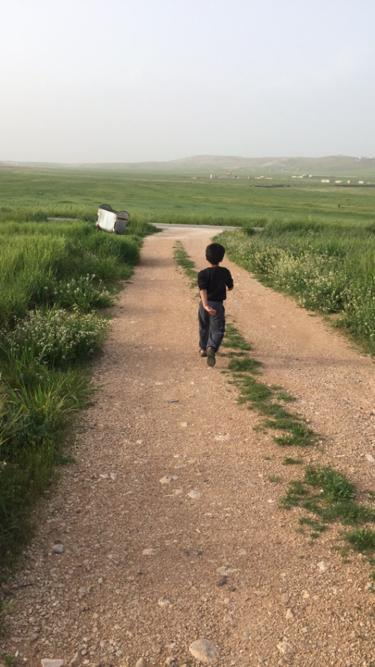
سهول منطقة فاع
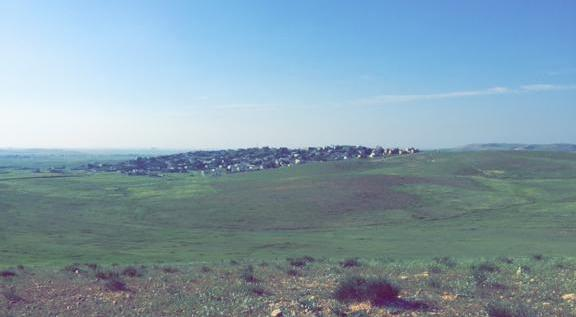
منطقة فاع في الافق في فصل الصيف
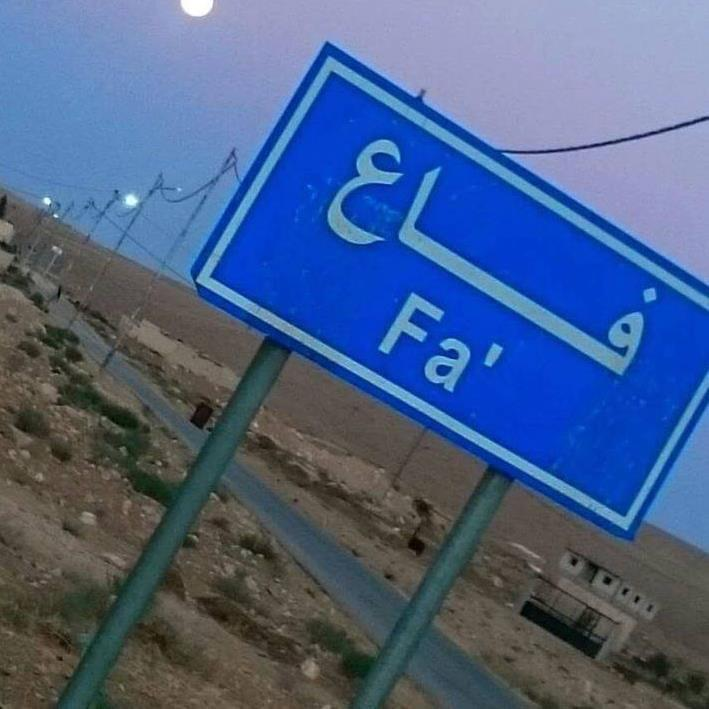
قارمة مدخل منطقة فاع
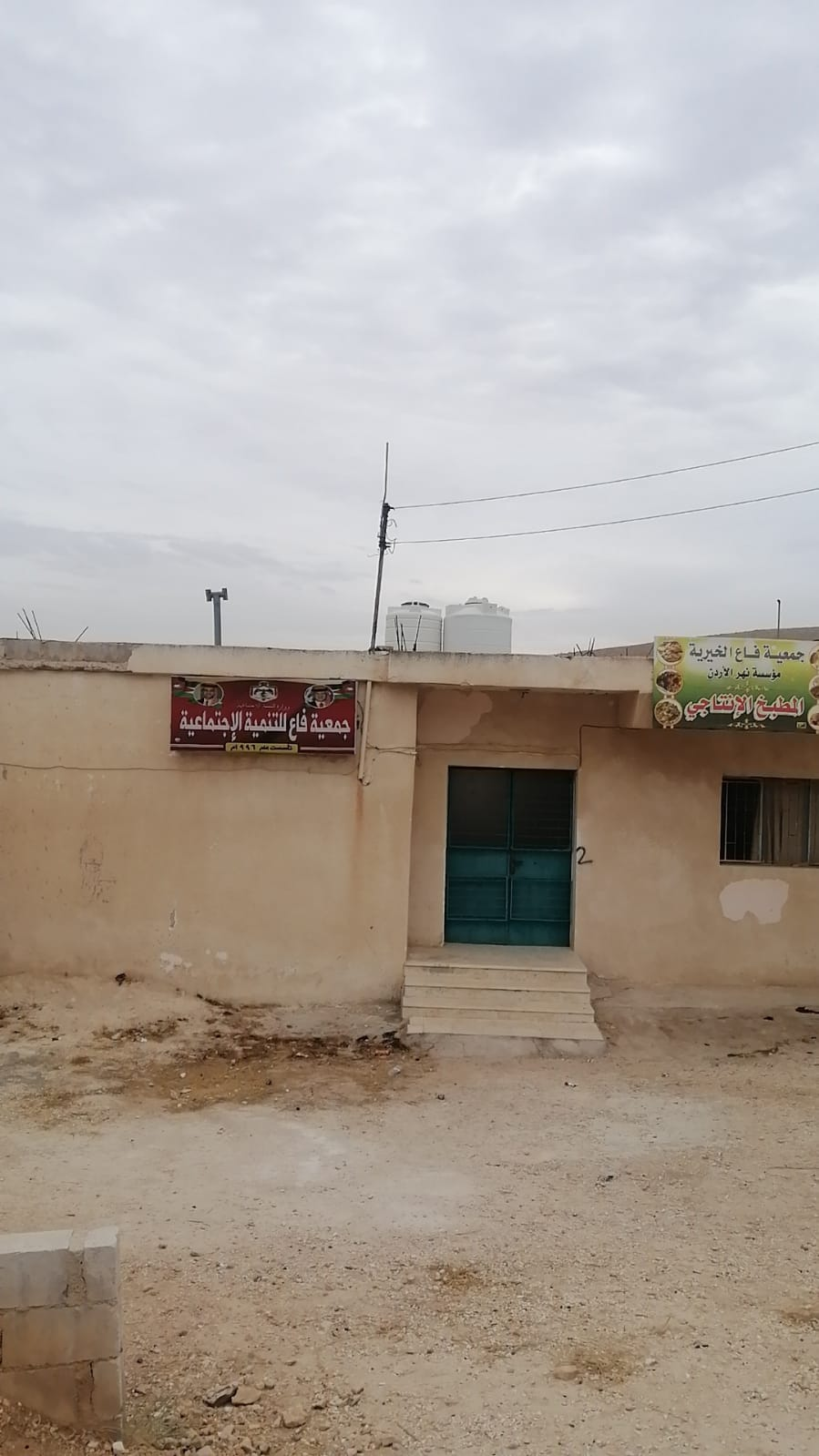
مبنى جمعية فاع الخيرية
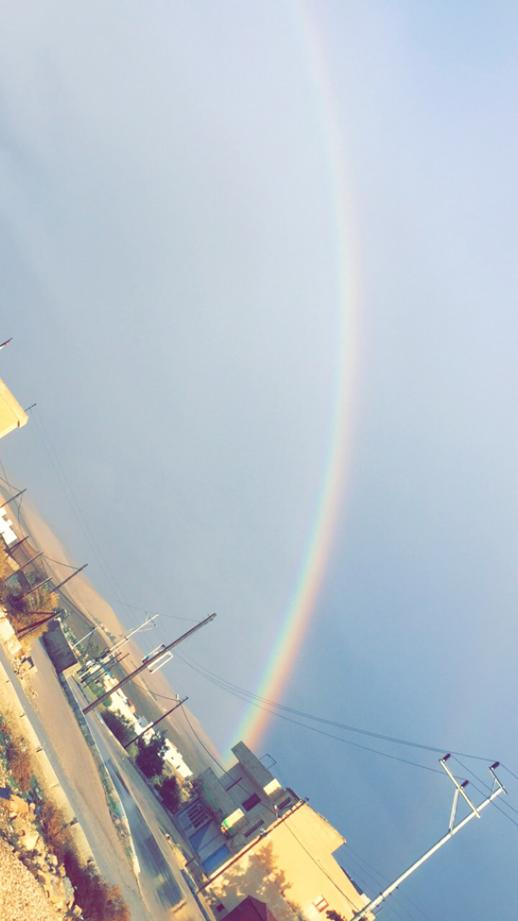
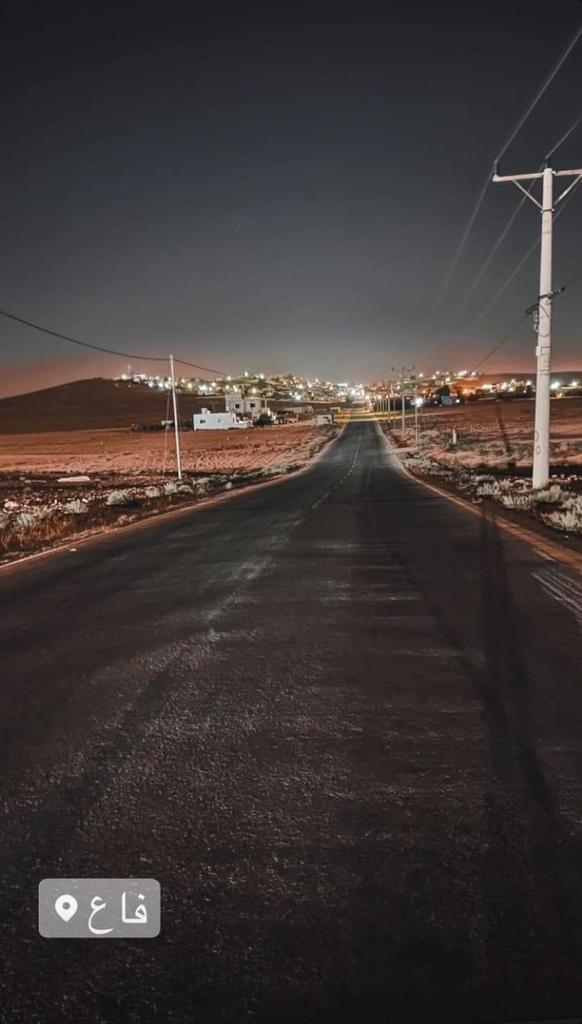
الشراع الممتد الى مدينة فاع والمتصل مع الشارع الرئيسي

## وصلات خارجية
- دائرة الاحصاءات العامة